# Чрний Кал
Чрний Кал (словен. Črni Kal) — поселення в общині Копер, Регіон Обално-крашка, Словенія. Висота над рівнем моря: 252,9 м. Зараз відома через віадук Чрний Кал, найдовший і найвищий віадук в Словенії.